# Paulo da Silva Lacaz
Paulo da Silva Lacaz (Guaratinguetá, 27 de janeiro de 1913 – 17 de abril de 1991) foi um médico brasileiro.
Graduou-se em 1937, pela Faculdade Nacional de Medicina da Universidade do Brasil. Foi eleito membro da Academia Nacional de Medicina em 1960, sucedendo Heraldo Maciel na Cadeira 05, que tem Pedro Afonso Franco como patrono.